# Gaurax borealis
Gaurax borealis är en tvåvingeart som beskrevs av Oswald Duda 1933. Gaurax borealis ingår i släktet Gaurax och familjen fritflugor. Arten är reproducerande i Sverige. Inga underarter finns listade i Catalogue of Life.